# Войчех Ярузелски
Во̀йчех Вѝтолд Ярузѐлски, герб Шлеповрон (на полски: Wojciech Witold Jaruzelski) е полски политик и военен армейски генерал. Председател на Държавния съвет от 1985 до 1989 година и президент от 1989 до 1990 година.

## Биография
Роден е в Куров, Полша на 6 юли 1923 г. Произхожда от шляхтишко семейство, герб Шлеповрон. През ранните си ученически години се изявява като отличен ученик и е силно религиозен. През 1939 г. семейството му се премества да живее в Литва. През 1940 г. Литва става част от СССР и Ярузелски е интерниран в Сибир, където работи в дърводобива в тайгата и очите му се увреждат.
По време на Втората световна война Ярузелски прави несполучлив опит да се включи в полската армия, формирана в СССР, на генерал Владислав Андерс. Завършва офицерско училище и е изпратен да воюва на фронта в състава на 2-ра пехотна дивизия, където достига до длъжността помощник началник-щаб на полк и участва в най-големите битки на Полската армия.
След края на войната Ярузелски участва като таен агент в борбата срещу нелегалната антикомунистическа опозиция в Полша през периода 1945 – 1947 г. През това време той започва да следва във Висшето пехотно училище и завършва Академията на Генералния щаб.
През периода 1947 – 1957 г. Ярузелски прави бърза офицерска кариера, ставайки най-младият генерал на Полша през 1956 г. Работи като преподавател по тактика и щабна служба, началник на военни училища и пр., а през периода 1957 – 1960 г. е командир на 12-а мотострелкова дивизия в Шчечин.
Неговата политическа кариера започва през 1960 г., когато е назначен за началник на Главното политическо управление на Полската армия, а през 1965 г. става началник на Генералния щаб. От 1968 до 1983 г. Войчех Ярузелски е министър на народната отбрана на Полша. През времето, когато е начело на армията, нейни подразделения взимат участие е потушаването на Пражката пролет (1968) и на работническите бунтове в самата Полша през 1970 г.
Ярузелски постъпва в Полската обединена работническа партия (ПОРП) през 1947 г., от 1964 г. е избран за член на Централния комитет (ЦК) на ПОРП, през 1970 – 1971 г. е кандидат-член на Политбюро, а от 1971 г. до закриването на партията – член на Политбюро на ЦК на ПОРП. На 18 октомври 1981 г. е избран за първи секретар на ЦК на мястото на сваления Едвард Герек.
През периода 1961 – 1989 г. Ярузелски е депутат в Сейма на Полша. През 1981 г. е избран за министър-председател, през 1983 г. става главнокомандващ Полската армия, а на 6 ноември 1985 г. е избран от Сейма за председател на Държавния съвет, отказвайки да приеме званието маршал на Полша.
През 80-те години на XX век Ярузелски предприема редица стопански и институционални реформи, в т.ч. включвайки в Държавния съвет представители на опозицията. Той става главният вдъхновител за провеждане на кръгла маса с опозицията, макар да не участва в нейните заседания.
През периода 1990 – 1991 г. е президент на Република Полша. По време на мандата си Ярузелски не се възползва от високите правомощия на президентската институция и проявява разбиране при въвеждането на новите икономически и политически реалности от правителството на Тадеуш Мазовецки.
Името на Ярузелски най-често се свързва с въвеждането на военно положение в Полша на 13 декември 1981 г.
Умира на 25 май 2014 г. във Варшава.